# 윈드폴 (드라마)
윈드폴(Windfall)은 2006년 6월 8일부터 8월 31일까지 NBC에서 방영된 드라마이다.

## 출연
- 세라 윈터 - 베스 월시
- 제이슨 게드릭 - 캐머런 월시
- 존 포스터 - 데이미언 브러너
- 앨리스 그레친 - 프랭키 맥마흔
- 재클린 데산티스 - 매기 허낸데즈
- 라나 파릴라 - 니나 셰이퍼
- 루크 페리 - 피터 셰이퍼
- D.J. 코트로나 - 숀 매더스
- 니키 드로치 - 서니 밴해턴
- 페이턴 리스트 - 탤리 라이다
- 말린다 윌리엄스 - 킴벌리 조지
- 세라 로스 글로스먼 - 데이지 셰이퍼
- 에마 프레스콧 - 바이얼릿 셰이퍼
- 탬비 로크 - 애디 맥마흔
- 라리사 드레콘자 - 갈리나 코코레프
- 조너선 라파리아 - 데이브 파크
- 세라 제인 모리스 - 조이 라이다
- 셰인 헤인스 - 이저벨 허낸데즈